# Joseph Jagger

Zdjęcie kasyna Monte Carlo z przełomu XIX i XX wieku.

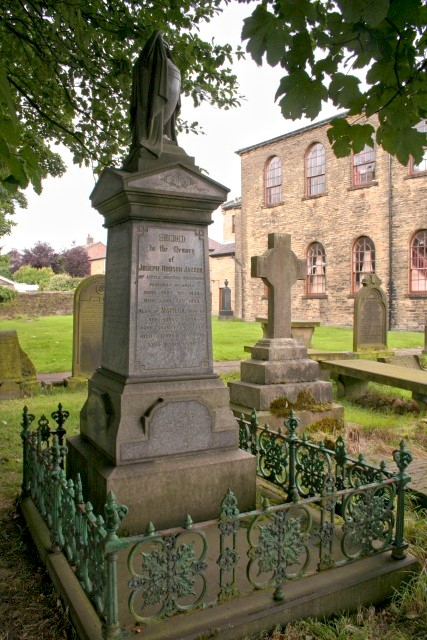
Grób Jaggera we wsi Shelf

Joseph Hobson Jagger (ur. 2 września 1830 w Shelf, zm. 25 kwietnia 1892) – brytyjski inżynier spokrewniony z Mickiem Jaggerem. Znany jako The Man who Broke the Bank – człowiek, który przechytrzył kasyno.

## Dzieciństwo i rodzina
Joseph Jagger urodził się w Cock Hill, Shelf, Yorkshire 2 września 1830 roku. W młodości pracował w branży tekstylnej w Bradford. Ożenił się z Matildą, z którą miał dwóch synów i dwie córki.

## Kariera
W 1873 r. zatrudnił sześciu księgowych, którzy mieli notować wyniki 6 ruletek w kasynie Beaux-Arts w Monte Carlo. W ten sposób odkrył, że na jednym z sześciu kół dziewięć numerów (7, 8, 9, 17, 18, 19, 22, 28 i 29) trafia się częściej niż inne. 7 lipca 1875 zaczął obstawiać i szybko wygrał 70 tys. dolarów. Przez kolejne 3 dni wygrał 300 tys. W odpowiedzi na tak dobrą passę kasyno zamieniło ruletki, co wprawiło Jaggera w zakłopotanie. Trochę przegrał, ale szybko odnalazł „swoje” koło – było na nim charakterystyczne zadrapanie. Znowu zaczął wygrywać, więc kasyno w trakcie dnia lekko zmodernizowało koło, zdejmując z niego m.in. metalowe poprzeczki. Jagger znowu zaczął przegrywać. W rezultacie wyjechał z Monte Carlo z 2 milionami franków i 325 tys. dolarów wygranej.

## Śmierć i dziedzictwo
Jagger zmarł 25 kwietnia 1892. Nawiązując do książki Brewer's Dictionary of Phrase and Fable „zmarł prawdopodobnie z nudów”. Jednakże, akt zgonu podaje cukrzycę jako przyczynę. Jego adresem zamieszkania w tym czasie był 25 Greaves Street, Little Horton, gdzie opuścił majątek wysokości 2081 funtów (równoważny 228 tys. funtów w 2019). Spadek został przyznany Alfredowi Jaggerowi, kasjerowi, Sidney Sowood, magazynierce i Oates Jaggerowi, dżentelmenowi. Jagger został opisany jako „producent”. Został pochowany w rodzinnym grobie na cmentarzu we wsi Shelf.
W książce Brewer's Dictionary of Phrase and Fable jest niepoprawnie opisany, że stanowił inspirację do utworu Freda Gilberta „The Man Who Broke the Bank at Monte Carlo”; napisanej w latach 90. XIX w. Uważa się jednak, że piosenka została napisana o innym hazardziście i oszuście, który zwał się Charles Wells. Jest on tematem biografii, stworzonej przez praprasiostrzenicę Jaggera Annę Fletcher, pod tytułem From the Mill to Monte Carlo: The Working-Class Englishman Who Beat the Monaco Casino and Changed Gambling Forever wydanej przez Amberley w 2018. 